# Vladislao III Piernas Largas

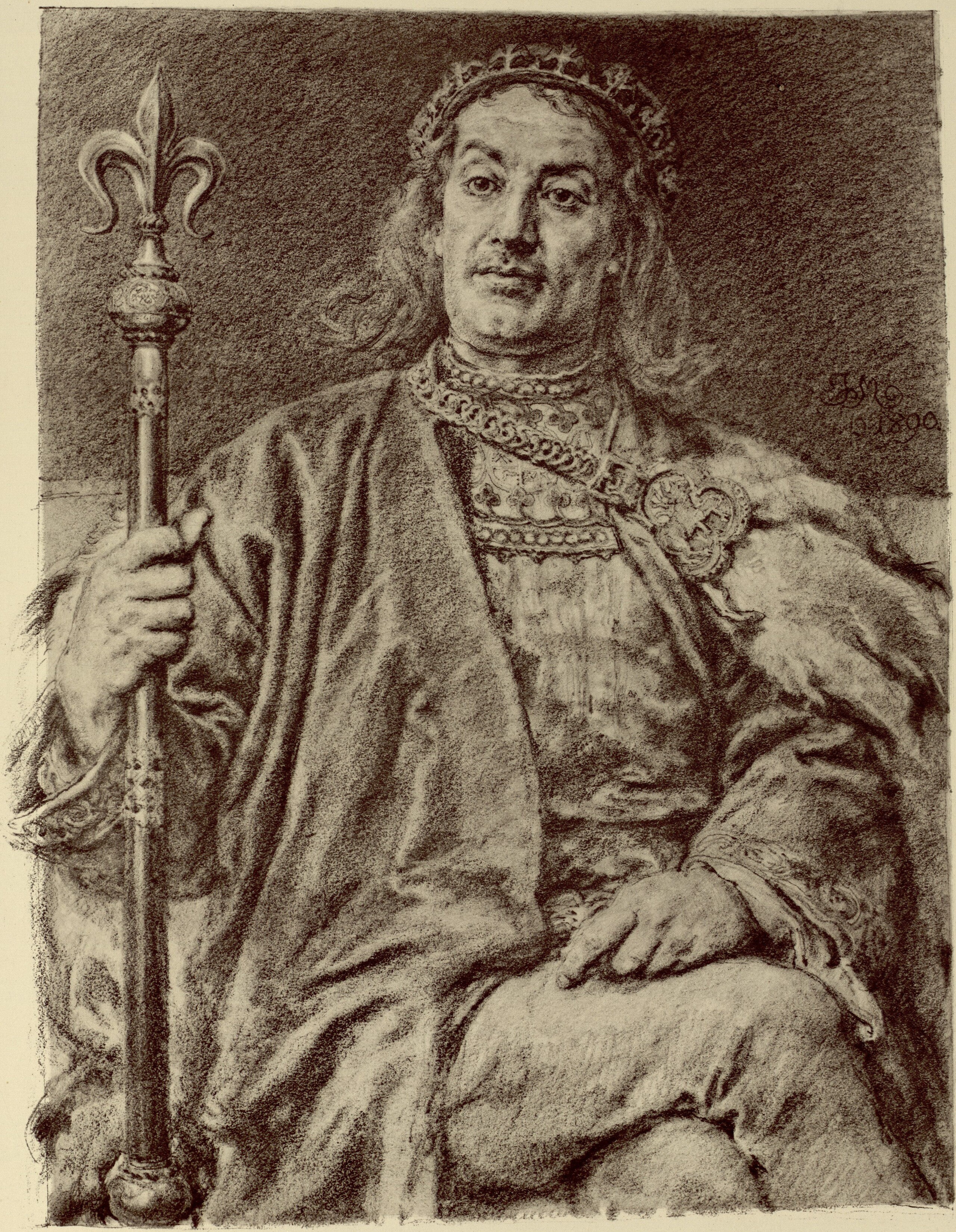
Vladislao III. Pintura de Jan Matejko.

Vladislao III o Ladislao III Piernas de bastón (en polaco: Władysław III Laskonogi; 1161/1167 – 1231) fue duque de la provincia de Gran Polonia y Gran Duque de toda Polonia, Señor de otros Duques, 1202-1206 y 1227-1228, períodos en los que también fue duque de Cracovia, el ducado que tradicionalmente era regido por el Señor de Duques.
El apodo "Piernas Largas" (Laskonogi) le fue dado en la Crónica de la Gran Polonia. Jan Długosz supone que hacía referencia a las piernas inusualmente largas y delgadas de Vladislao.
Vladislao fue hijo de Miecislao III el Viejo y Eudoxia de Kiev, y su sucesor en la familia de la región de Gran Polonia.
Vladislao rigió Polonia tras suceder a su primo Leszek el Blanco quien fue desposeído del trono. Vladislao fue, a su vez, desposeído del trono en favor de Leszek, y no volvería a recuperarlo hasta 20 años más tarde.
La fecha de la muerte de Vladislao se coloca generalmente en el 3 de noviembre de 1231 (otra fecha propuesta por Jan Długosz del 18 de agosto no ha sido confirmada y es rechazada por los historiadores). No se sabe dónde fue enterrado. Algunos investigadores, basándose en la información de que el duque murió en el exilio, creen que Vladislao fue enterrado en Silesia, quizá en Racibórz. Otros, basándose en las crónicas posteriores, asumen que lo fue en el monasterio benedictino de Lubin.
A su muerte, el principal pretendiente a los ducados de la Gran Polonia y la Pequeña Polonia fue Enrique I el Barbudo, en virtud del tratado de herencia, pero sus derechos sobre estas áreas fueron contestados y tuvo que luchar para conquistarlos.